# Cefa (gmina)
Cefa – gmina w Rumunii, w okręgu Bihor. Obejmuje miejscowości Ateaș, Cefa i Inand. W 2011 roku liczyła 2272 mieszkańców.